# Ferugliotheriidae
Los fergliotéridos (Ferugliotheriidae) es una de las dos familias del orden Gondwanatheria, un enigmático grupo de mamíferos extintos. Los gondwanaterios han sido clasificados como un grupo de afinidades inciertas o como miembros de Multituberculata, un gran orden de mamíferos extintos. El representante más conocido de Ferugliotheriidae es el género  Ferugliotherium de Cretácico Superior en Argentina. Un segundo género, Trapalcotherium, es conocido a partir de un único diente, un primer molariforme inferior (diente que se asemeja a un molar), proveniente de una zona en Argentina diferente de fines del Cretácico. Otro género también conocido por un único diente (en este caso, un cuarto premolar inferior), Argentodites, fue descrito inicialmente como un multituberculado, pero posteriormente se lo identificó como posiblemente relacionado con Ferugliotherium. Finalmente, un único diente del  Paleógeno en Perú, LACM 149371, tal vez un molariforme superior, tal vez corresponda a un animal relacionado.

## Descripción
Los ferugliotéridos son conocidos a partir de unas pocas docenas de dientes aislados y un fragmento de una mandíbula inferior cuya correspondencia con la familia es motivo de debate. La mayoría de los fósiles son clasificados en los géneros Ferugliotherium; Trapalcotherium y Argentodites siendo cada uno de ellos descritos sobre la base de un único diente. Se desconoce su fórmula dental exacta, pero se han identificado incisivos, premolares y molariformes. Gurovich propuso que Ferugliotherium tenía un incisivo (posiblemente dos en la mandíbula superior), carecía de caninos, uno o dos premolares, y dos molares en cada lado de las mandíbulas inferior y superior.
A diferencia de las coronas muy elevadas (hipsodontia) de los sudamericidos, los dientes de ferugliotheriidos tenían coronas bajas (braquidontia). Además, los molariformes de los sudamericidos tienden a ser más grandes y se encuentran fijados por una raíz grande, pero los molariformes de los ferugliotheridos son de menores dimensiones uy cuentan por lo menos con dos raíces. Se estima que Ferugliotherium puede haber pesado unos 70 g.